# Ouragan Kristy (2006)
L'ouragan Kristy est le 7e ouragan ainsi que la 11e tempête tropicale de la saison cyclonique 2006 pour le bassin nord-est de l'océan Pacifique. Le nom Kristy avait déjà été utilisé en 1978, 1982 et 1994.

## Chronologie
Le 30 août 2006, une onde tropicale située à 845 km au sud-sud-ouest de la péninsule de Basse-Californie s'est organisée en dépression tropicale (TD-12-E). Elle s'intensifia plus tard en tempête tropicale. On la nomma Kristy. Le 31 août, elle devint ouragan.